# سیارک ۲۴۳۴۴
سیارک ۲۴۳۴۴ (به انگلیسی: 24344 Brianbarnett، نامگذاری:2000AB99) بیست و چهار هزار و سیصد و چهل و چهارمین سیارک کشف شده‌است که در ۵ ژانویه ۲۰۰۰ کشف شد.
قدر مطلق سیارک برابر ۱۱.۲ است.